# Dientzenhofer
Dientzenhofer ist der Name einer oberbayerischen Baumeisterfamilie der Barockzeit.

## Die Baumeister
Die Baumeisterfamilie Dientzenhofer wird aus fünf Brüdern und zweien ihrer Nachkommen gebildet:
- Georg Dientzenhofer (1643–1689)
- Wolfgang Dientzenhofer (1648–1706)
- Christoph Dientzenhofer (1655–1722)
  - und sein Sohn Kilian Ignaz Dientzenhofer (1689–1751)
- Leonhard Dientzenhofer (1660–1707; auch: Johann Leonhard)
- Johann Dientzenhofer (1663–1726)
  - und sein Sohn Justus Heinrich Dientzenhofer (1702–1744)

## Herkunft und Weggang

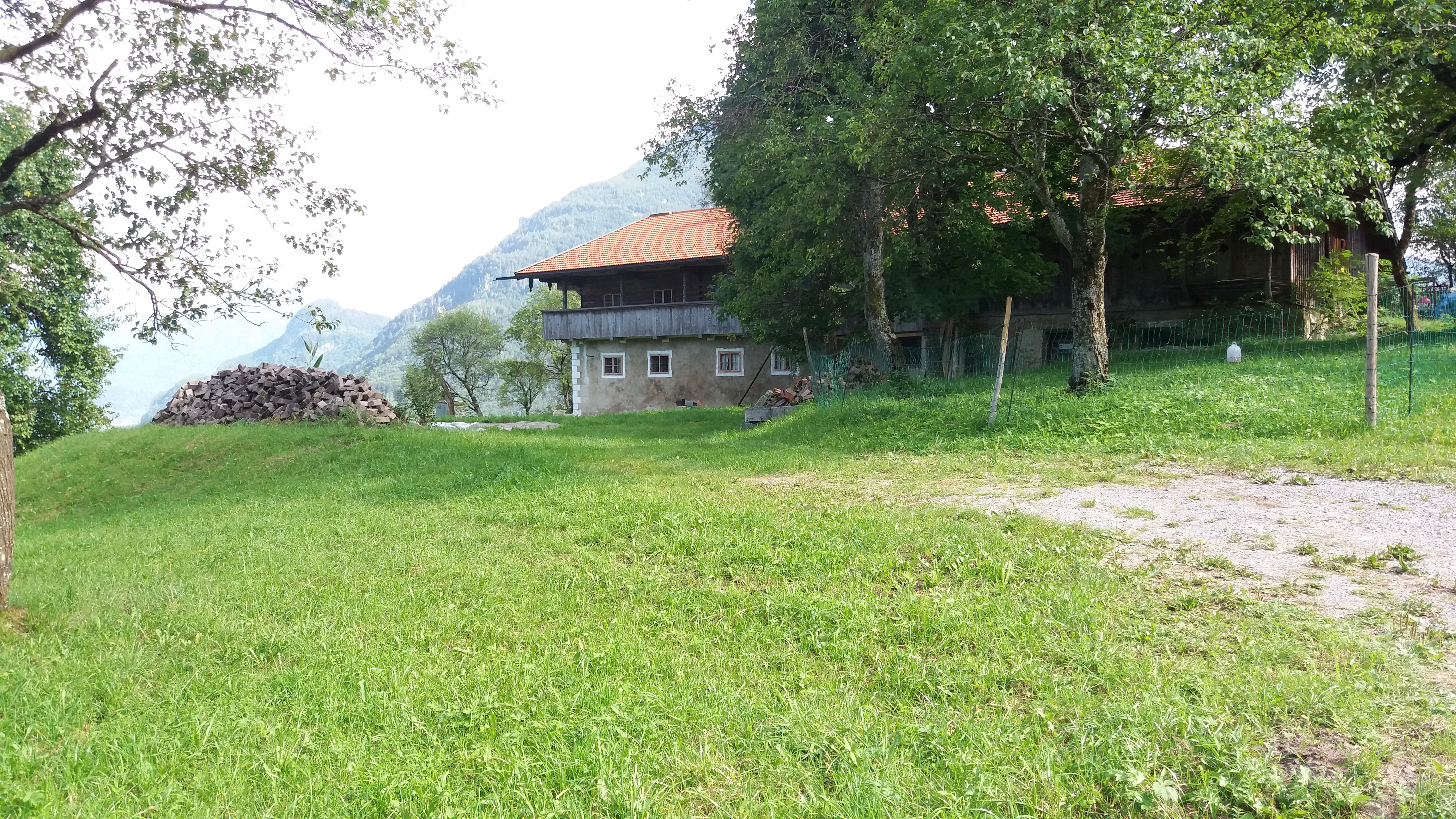
Der Guggen-Hof bei St. Margarethen (Brannenburg)

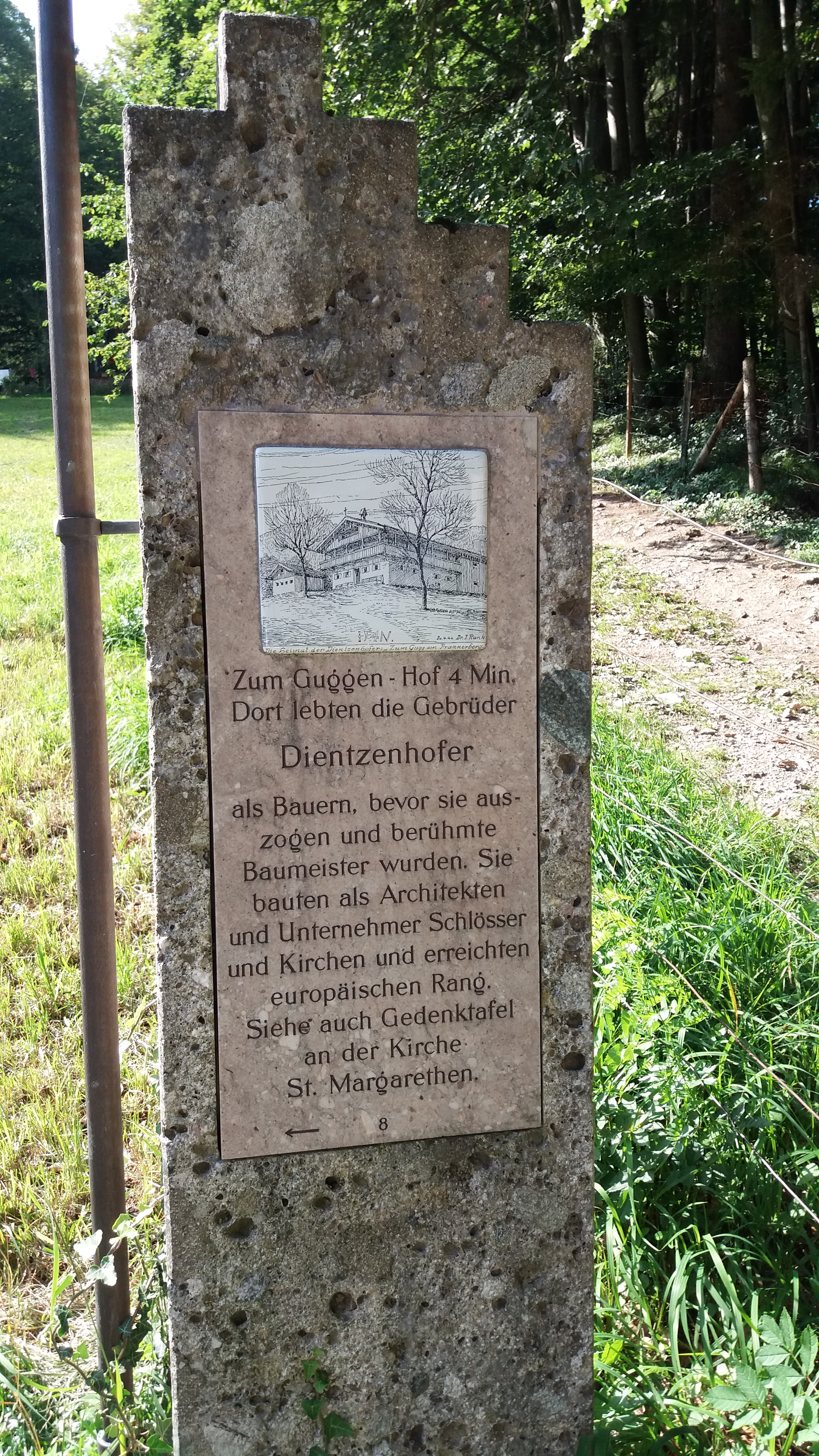
Gedenkstein am Guggen-Hof

Die ursprüngliche Heimat der Dientzenhofer war der nördliche Alpenrand im heutigen Landkreis Rosenheim. Georg Dientzenhofer (Dinzenhofer), der Vater der Baumeisterbrüder, wurde 1614 auf dem Einödhof „Gundelsberg“ oberhalb des heutigen Bad Feilnbach geboren. Nach dem Tod seiner ersten Frau Anna Acher heiratete er 1642 Anna Barbara Thanner, die den väterlichen Hof in Oberulpoint bei Litzldorf als Mitgift in die Ehe brachte. Hier wurden die Kinder Georg, Anna, Wolfgang und Abraham geboren. 
1653 tauschte das Ehepaar Dientzenhofer seinen schattigen Hof mit dem besser gelegenen des Schwagers Georg Thanner, der heute die Bezeichnung „Zum Gugg“ führt und der oberhalb von St. Margarethen bei Brannenburg im Inntal liegt. Die Kinder Christoph, Barbara, Leonhard und Johann wurden auf diesem Hof geboren. Alle Kinder gingen vermutlich in Flintsbach zur Schule, wo sie beim damaligen Lehrer Urban Lechner die Grundkenntnisse im Lesen, Schreiben und Rechnen erlernten.
Da der elterliche Hof die große Familie nicht ernähren konnte, verließen die Kinder ihre Eltern schon in jungen Jahren. Es ist nicht bekannt, ob sie ihre Heimat nacheinander oder zusammen verlassen haben.

## Prag
Für 1677 ist Georg Dientzenhofer in Prag nachgewiesen. Bei der ein Jahr später in der St.-Thomas-Kirche auf der Prager Kleinseite stattgefundenen Hochzeit seiner Schwester Anna mit Wolfgang Leuthner, einem Verwandten des bekannten Baumeisters Abraham Leuthner, waren die Brüder Georg, Wolfgang, Abraham, Christoph, Leonhard und der erst vierzehnjährige Johann anwesend. Da die Trauzeugen (Wolfgang Erhard aus Schliersee, Tanta Katharina Dientzenhofer aus Gundelsberg) ebenfalls aus Oberbayern waren, kann angenommen werden, dass die Baumeister-Brüder nicht die ersten Handwerker waren, die ihre oberbayerische Heimat auf der Suche nach Arbeit verlassen haben. Die bald verwitwete Anna Leuthner heiratete 1683 in Prag Alexander Hupfauer aus Miesbach, der später im Baugeschäft von Christoph Dientzenhofer beschäftigt war.

## Bedeutung
Die Dientzenhofer wirkten im 17. und 18. Jahrhundert als Maurer, Maurermeister, Steinmetze, Poliere, Baumeister, Bauleiter, Architekten und Bauunternehmer an eigenen und fremden Bauten in Böhmen, Franken, Hessen, Schlesien und in der Oberpfalz. Sie sollen weit über 250 Bauwerke (Kirchen, Klöster, Schlösser, Palais, Treppenanlagen, Brücken, Brunnen u. a.) erstellt haben, mit denen sie die Architektur des Früh- und Hochbarock wesentlich geprägt haben. Ihre Auftraggeber waren überwiegend Klöster, Fürstbischöfe und Adelsfamilien. Durch den mit ihrem Erfolg verbundenen gesellschaftlichen Aufstieg konnten ihre Söhne die Universitäten von Bamberg, Ingolstadt, Würzburg und Prag besuchen.

## Skizzenbuch
Das sogenannte Dientzenhofer Skizzenbuch aus der ehemaligen Sammlung des Bamberger Zeichenlehrers und Geschichtsschreibers Martin Joseph von Reider gehört heute zum Bestand des Bayerischen Nationalmuseums in München. Es wird vermutet, dass es zuletzt Leonhard Dientzenhofer gehörte und nach seinem Tod veräußert wurde. Da das benutzte Papier fast ausnahmslos aus böhmischen Papiermühlen aus der Zeit um 1680 stammt, wird ein Bezug zu den Prager Baugesellschaften von Carlo Lurago oder Abraham Leuthner angenommen, bei denen die Dientzenhofer-Brüder beschäftigt waren.
Das Skizzenbuch enthält Nachzeichnungen von Grundrissen und Entwürfen ausgeführter und nicht ausgeführter Kirchen- und Profanbauten italienischer, bayerischer und böhmischer Architekten. Am häufigsten sind die römischen Barockkirchen vertreten, aber auch antike Tempel wie das Pantheon.

## Weitere Dientzenhofer
- Wolfgang Dinzenhofer (1678–1747) aus dem Plankenhäusel in Au bei Aibling, der spätere Stadtbaumeister von Aibling, erlernte vermutlich das Maurerhandwerk beim gleichnamigen Wolfgang Dientzenhofer in Amberg, da er auf den Lohnzetteln der dortigen Salesianerinnen erscheint. Nach seiner Rückkehr errichtete er mehrere Kirchen in Oberbayern (Götting, Kirchdorf bei Nußdorf am Inn, Flintsbach am Inn u. a.).
- Christoph Dinzenhofer (* 1681 in Pfraundorf; † 1722 in Prag), ein Cousin der Baumeisterbrüder, war ebenfalls Maurermeister.
- Abraham Dintzenhofer ist für 1631 in den Preßburger „Bücher[n] des ehrsamen Handwerks der Maurer- und Steinmetzen“ beurkundet.
- Wenzel Dientzenhofer (1750–1805), ein böhmischer Jesuit, Rechtsgelehrter und Geschichtsforscher, war ein Sohn von Kilian Ignaz Dientzenhofer.